# Jozef Ignác Bajza
Jozef Ignác Bajza (magyarosan: Bajza József Ignác) (Predmér, 1755. március 5. – Pozsony, 1836. december 1.) kanonok, szlovák író.

## Élete
1775-től Nagyszombatban tanult filozófiát, majd 1777-től a bécsi Pázmáneum növendéke lett, itt végezte a teológiát. 1780-ban szentelték pappá, majd hazatérése után 1783-ban Alsódombó, 1805-től Pritesd és 1815-től Üzbég plébánosa volt. 1827-ben lett pozsonyi kanonok. Munkáit szlovák nyelven írta.

## Művei
- René mládenca prihody a zkusenosti. Pozsony, 1773 (René ifjú viselt dolgai és tapasztalatai)
- Kresťanského-katolického náboženství… Nagyszombat, 1789–96 (Keresztény katolikus szertartás 5 részben)
- Obrana najblahost panni božej rodički Marie. Uo. 1791 (Szűz Mária tisztelete (Henneberg Godofréd után))
- Slovenské dwagnasobné epigrammata. Uo. 1794 (Szlovák nyelvű epigrammák magyarázó bevezetéssel. 2 részben)
- Vesselé učinky a řečení. Uo. 1795 (Víg történetek és beszédek)
- Cvičeni pobožnosti z pisma swatého. Uo. 1809 (Ájtatossági gyakorlatok)
- Prikladi ze swatého pisma… Uo. 1813 (Példák a szent-irásból)